# 地官大帝
地官大帝，全称中元二品七炁赦罪地官洞灵清虚大帝青灵帝君、中元太陰洞耀元君赦罪地官元虛洞靈皇帝君，亦称为地官、清虚大帝、青靈帝君、中元二品赦罪地官清虚大帝，是道教中三官大帝之一。

## 地官大帝職能

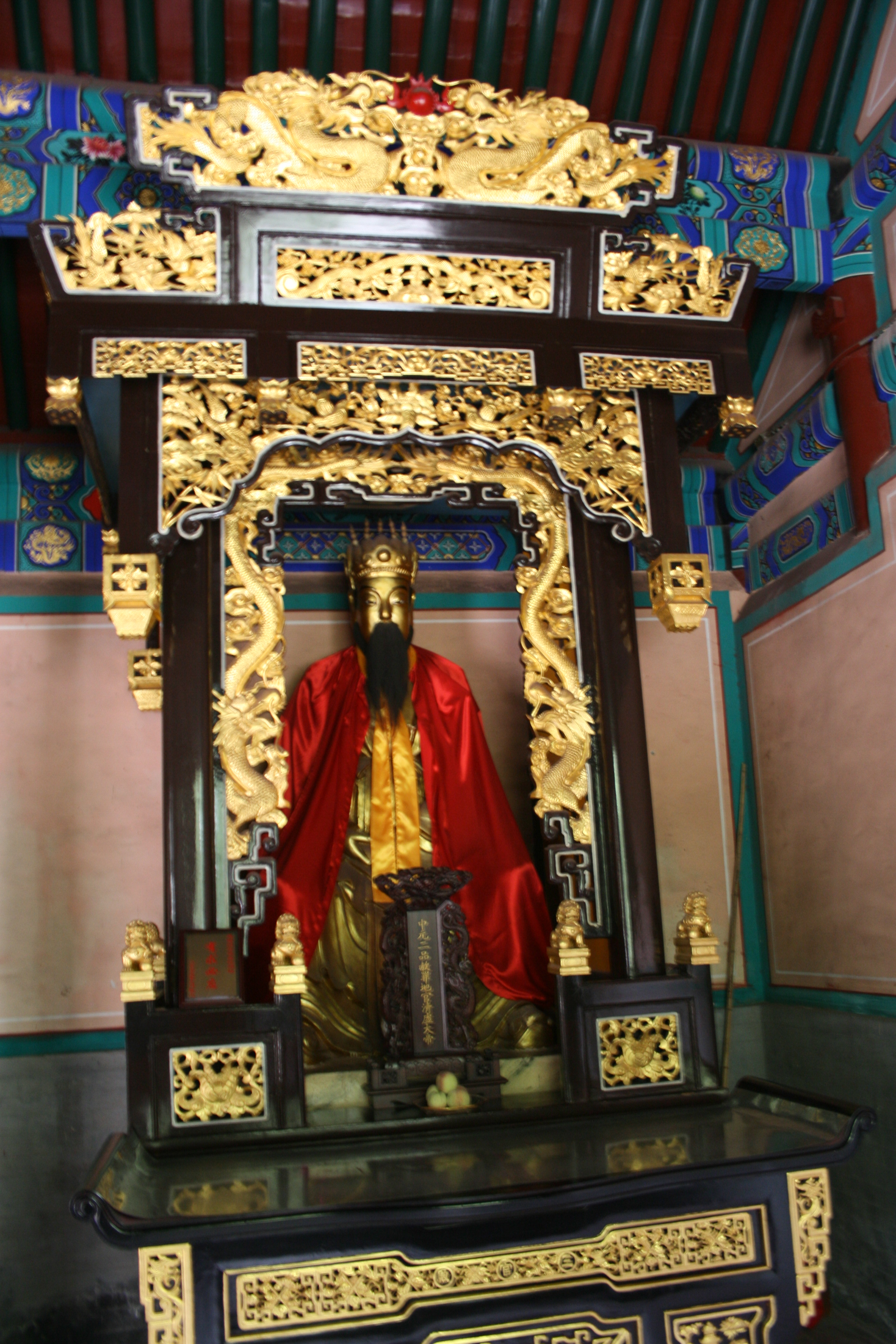
中元地官大帝聖像(配祀於北京白雲觀)

往昔元始天尊在太虛之極，吸取始陽九炁，在九土洞陽，吸取清虛七炁，又在洞陽風澤中，取晨浩五炁，一並吸入口中，與三焦處混合凝結。九九八十一天之後，在元始天尊體內結成靈胎聖體。在中元七月十五日吐出地官大帝。元始天尊封號為：中元二品七炁地官清虛大帝，身居九土無極世界洞空清虛之宮，總主五嶽帝君並二十四治山川，九地土皇、四維八極神君，掌管诸真人及惜地神仙已得道者。

早期地官大帝是掌握五岳、八极、四维的地祇，后随着中元節习俗的兴起，自然神的属性减弱，渐成为减轻亡魂罪业、超度孤魂的地府神。
传说“地官赦罪”，每到农历七月十五日，地官大帝便巡遊三界，考校大千世界之內十方國土之中的神仙升臨、品匯考限與萬類化生之事。若眾生常禮念醮祭三官大帝，則可以賜福、赦罪、解厄，民间称这一天为中元節，在这一天有祭祖并祈求地官赦免祖先之罪的习俗，亦是祭祀一切亡灵的日子。

## 中元地官宝诰
至心皈命礼。青灵洞阳。北都宫中。部四十二曹。偕九千万众。主管三界十方九地。掌握五岳八极四维。吐纳阴阳。核男女善恶青黑之籍。慈育天地。考众生录籍祸福之名。法源浩大而能离九幽。浩劫垂光而能消万罪。群生父母。存没沾恩。大悲大愿。大圣大慈。中元七炁赦罪地官。洞灵清虚大帝。青灵帝君

## 聖誕千秋
- 中元（地官大帝）－七月十五

## 相关
- 三官大帝
- 天官大帝
- 水官大帝
- 青华大帝
- 舜